# Lijst van Nederlandstalige podcasts
Dit is een overzicht van Nederlandstalige podcasts die goed beluisterd worden (nationale top 10), (inter)nationaal gelauwerd zijn of anderszins relevant zijn, bijvoorbeeld omdat er een Wikipedia-pagina over is geschreven. 

## Prijs
Een prijs die jaarlijks wordt uitgereikt aan Nederlandstalige podcasts is de 'Dutch Podcast Award'. Deze bestaat sinds 2018 en heeft verschillende categorieën. Initiatiefnemer is BNR Nieuwsradio.

## Lijst
| Podcast                                  | Onderwerp                                                                | Presentatie                                                                           | Land      | Uitgever/Producent           | Sinds | Tot  | Awards en/of populariteit |
| ---------------------------------------- | ------------------------------------------------------------------------ | ------------------------------------------------------------------------------------- | --------- | ---------------------------- | ----- | ---- | --- |
| 30 MINUTEN RAUW                          | Interviews met bekende Nederlanders                                      | Ruud de Wild                                                                          | Nederland | KRO-NCRV                     | 2018  |      | Dutch Podcast Awards 2019 - categorie Kunst, cultuur en muziek |
| De Blankenberge Tapes                    | Fictief misdaadverhaal                                                   | nvt                                                                                   | Nederland | VPRO en Room for Film        | 2019  | 2019 | Genomineerd voor de Prix Europa en de DirectorsNL Award |
| De Brand in het Landhuis                 | Verhaal                                                                  | Simon Heijmans                                                                        | Nederland | NTR                          | 2019  |      | Dutch Podcast Awards 2019 - categorie Beste podcast van Nederland |
| DAMN, HONEY                              | Feminisme (o.a. seksualiteit, politiek, intersectionaliteit), interviews | Marie Lotte Hagen en Nydia van Voorthuizen                                            | Nederland | Dag en Nacht Media           | 2018  |      | |
| Dipsaus                                  | Maatschappij - gesprekken en interviews                                  | Anousha Nzume, Ebissé Wakjira en Mariam El Maslouhi                                   | Nederland | Podimo                       | 2016  |      | Nominatie Dutch Podcast Awards 2019 - categorie Lifestyle, maatschappij en gezondheid Nominatie Dutch Podcast Awards 2019 - categorie Beste host (voor Anousha Nzume) |
| Echt Gebeurd                             | Waargebeurde verhalen verteld op een podium met publiek                  | Paulien Cornelisse                                                                    | Nederland | I.s.m. Comedytrain           | 2008  |      | Top 10 van meest beluisterde podcasts in Nederland |
| De Eeuw van de Amateur                   | Interviews met gasten en luisteraars                                     | Botte Jellema, Ype Driessen, Paulien Cornelisse                                       | Nederland |                              | 2015  |      | Dutch Podcast Awards 2018 - categorie Journalistiek en Media |
| De Grote Harry Bannink Podcast           | Harry Bannink                                                            | Gijs Groenteman                                                                       | Nederland |                              | 2016  |      | Dutch Podcast Awards 2018 - categorie Kunst en Cultuur |
| Kein Geloel                              | Voetbalclub Feyenoord                                                    | Johan Brinkel, Rob van Elewout, Wesley van Oevelen, Freek Verhulst, Marijn Abbenhuijs | Nederland |                              | 2016  |      | Nominatie Online Radio Awards 2018 Nominatie Dutch Podcast Awards 2019                                                                                                |
| De Krokante Leesmap                      | Tijdschriften                                                            | Marcel van Roosmalen, Roelof de Vries en Noortje Veldhuizen                           | Nederland | BNNVARA                      | 2018  |      | Dutch Podcast Awards 2019 - categorie Media en Opinie Dutch Podcast Awards 2020 - categorie Media en Opinie                                                           |
| De Lesbische Liga                        | Lesbische representatie in de media                                      | Vera Siemons en Annefleur Schipper                                                    | Nederland | NTR                          | 2020  |      | Dutch Podcast Awards 2021 - categorie Media en Cultuur |
| Man man man de podcast                   | Lifestyle door de bril van drie mannen                                   | Domien Verschuuren, Bas Louissen en Chris Bergström                                   | Nederland |                              | 2018  |      | Dutch Podcast Awards 2019 - categorie Lifestyle, maatschappij en gezondheid                                                                                           |
| Mosselen om half twee                    | Comedy                                                                   | Xander De Rycke                                                                       | België    | Mosselen0130 Podcast Netwerk | 2011  |      | Cutting Edge Award 2015 |
| Nerdland Maandoverzicht                  | Wetenschap                                                               | Lieven Scheire                                                                        | België    |                              | 2017  |      | Top 2 van meest beluisterde podcasts in België |
| De perfecte podcast                      | Striphelden Suske en Wiske                                               | Koen Maas                                                                             | Nederland |                              | 2018  |      | |
| De Rode Lantaarn                         | Wielerpodcast                                                            | Willem Dudok, Tim de Gier en Jonne Seriese                                            | Nederland | Dag en Nacht Media           | 2018  |      | Dutch Podcast Awards 2020 - categorie Sport |
| De Roomse loper                          | Religie en spiritualiteit                                                | Stijn Fens en Christian van der Heijden                                               | Nederland | Trouw                        | 2017  |      | Top 10 in de categorie Religie en spiritualiteit |
| Tech45                                   | Tech                                                                     | Maarten Hendrikx                                                                      | België    |                              | 2009  |      | Top 10 van meest beluisterde podcasts in België |
| Zwijgen is geen optie                    | Maatschappij                                                             | Anthony Bosschem & Tom Mahy                                                           | België    |                              | 2016  |      | #7 in Apple Belgische maatschappelijke of culturele podcasts |
| De volksjury                             | True Crime                                                               | Silke Vandenbroeck & Laura Scheerlinck                                                | België    |                              | 2017  |      | Veel besproken in de reguliere media |
| Welcome to the AA                        | Interviews met gasten                                                    | Alex Agnew & Andries Beckers                                                          | België    |                              | 2018  |      | Top 10 van meest beluisterde podcasts in België |
| NRC Haagse Zaken                         | Haagse politiek                                                          | Lamyae Aharouay                                                                       | Nederland | NRC                          | 2017  |      | |
| De Stemming van Vullings en Van der Wulp | Haagse politiek                                                          | Joost Vullings & Xander van der Wulp                                                  | Nederland | NOS                          | 2017  |      | Dutch Podcast Awards 2020 - categorie Nieuws en Politiek |
| De Grote Podcastlas                      | Landen (atlas)                                                           | Leon Boelens, Max Gerritsen, Hugo Noordman                                            | Nederland | Dag en Nacht Media           | 2021  |      | Genomineerd voor Dutch Podcast Awards 2022 - categorie Wetenschap en Educatie                                                                                         |
| De Appels en Peren Show                  | Technologie, media en de toekomst                                        | Wietse Hage en Reinier Ladan                                                          | Nederland | n.v.t.                       | 2011  |      | |
| Het leven, een gebruiksaanwijzing        | Levensverhalen                                                           | Margot de Boer (inleiding)                                                            | Nederland | VPRO                         | 2016  |      | |
| TechSnacks                               | Technologie                                                              | Raymon Mens en Maarten van Woerkom                                                    | Nederland |                              | 2015  |      | |
| Vink                                     | Recensies van Nederlandstalige podcasts                                  | Mischa Blok, Vincent Bijlo en Stan Putman                                             | Nederland | AVROTROS                     | 2019  |      | |